# 光冠

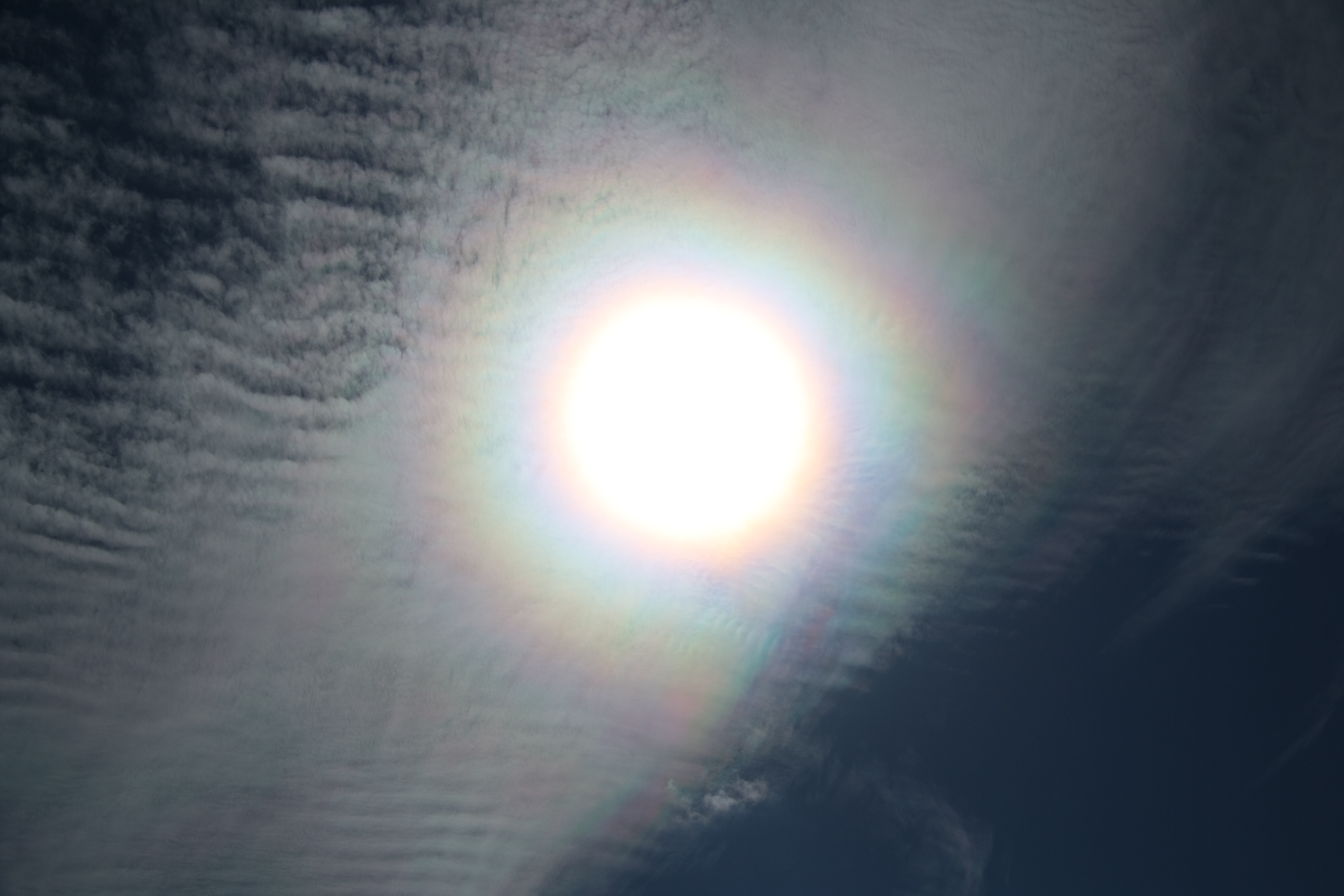
高い雲にできた光冠

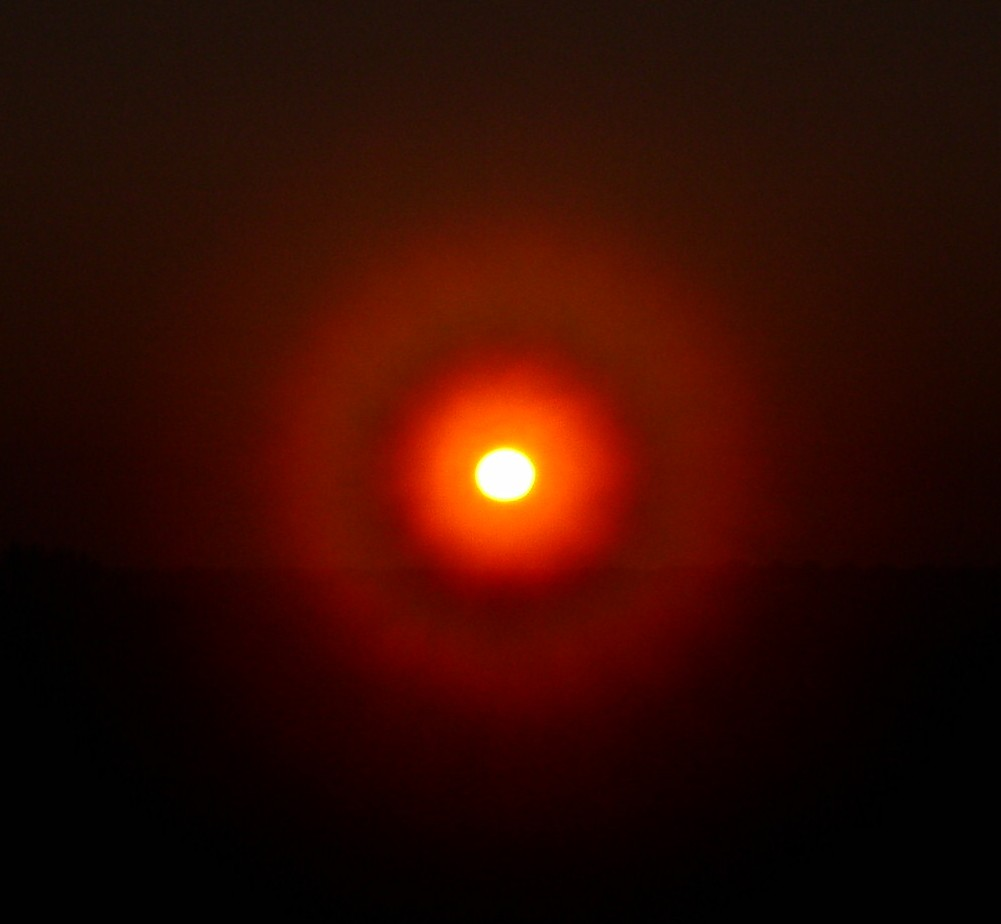
日の出直後の赤みを帯びた光冠

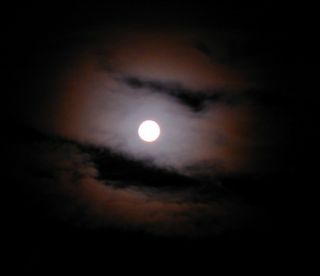
月の光冠

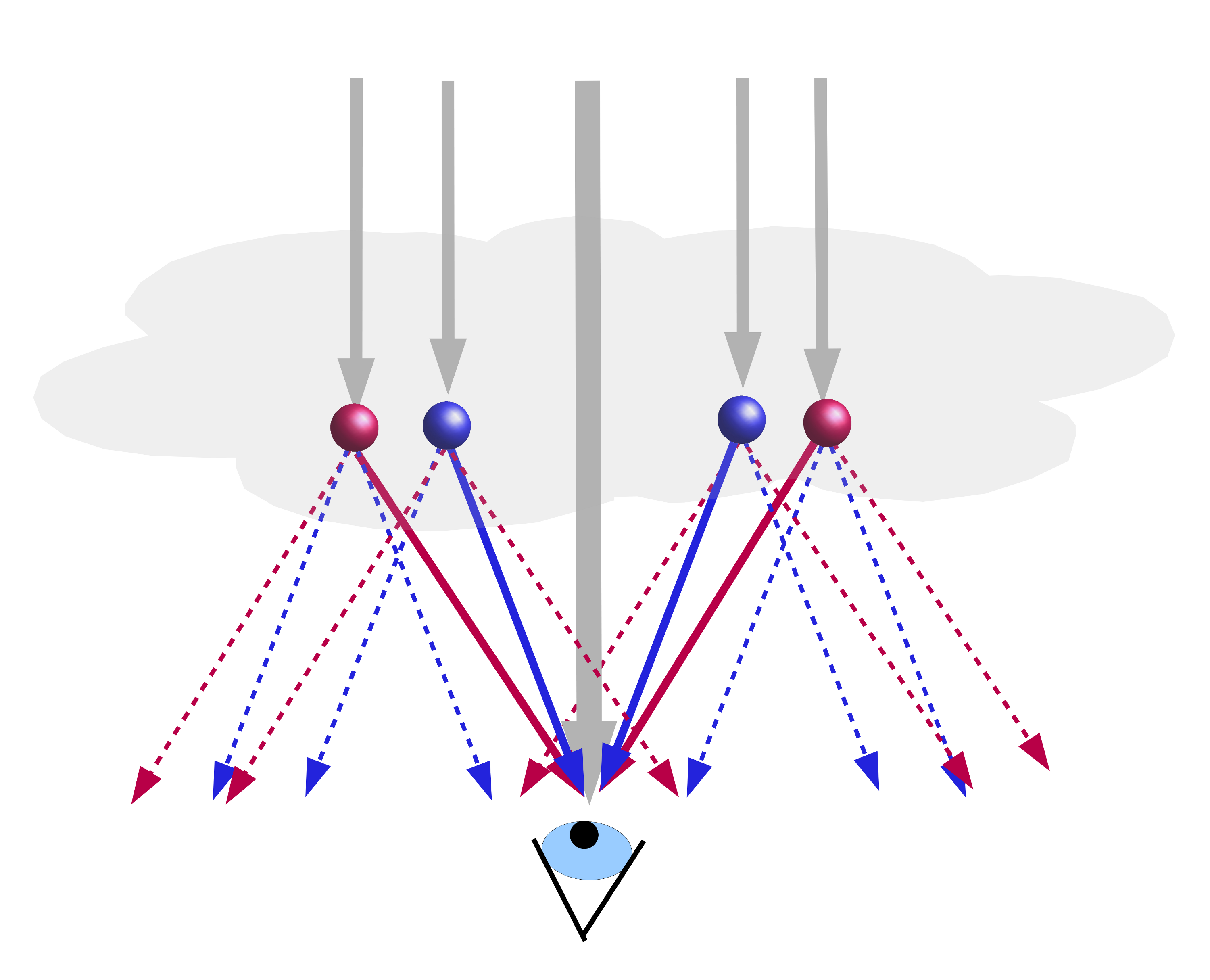
光冠の色の原理。輪の内側からは青い光、輪の外側からは赤い光が目に届く。

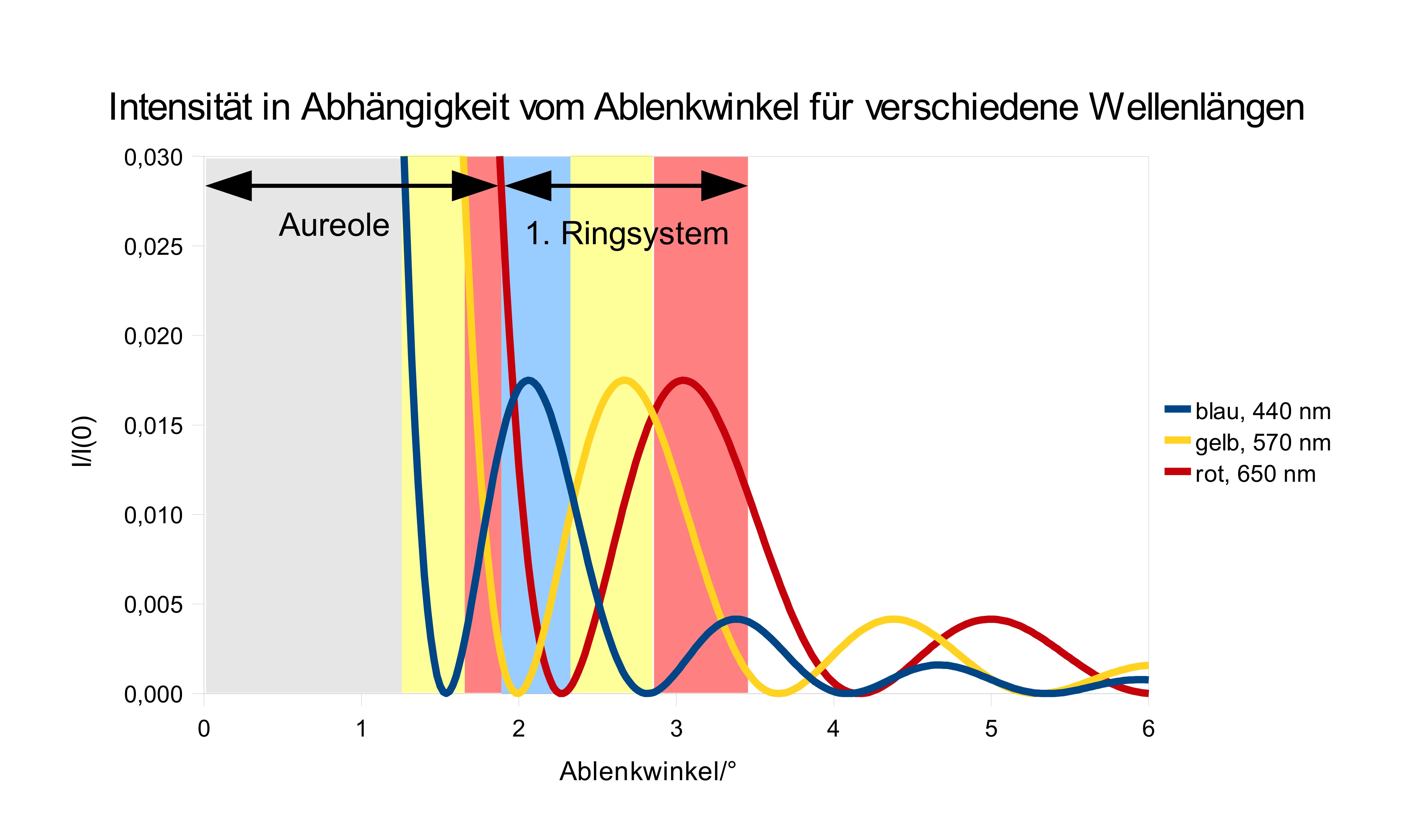
光冠の青・黄・赤各色の強さ（縦軸）と太陽中心からの視半径（横軸）の関係

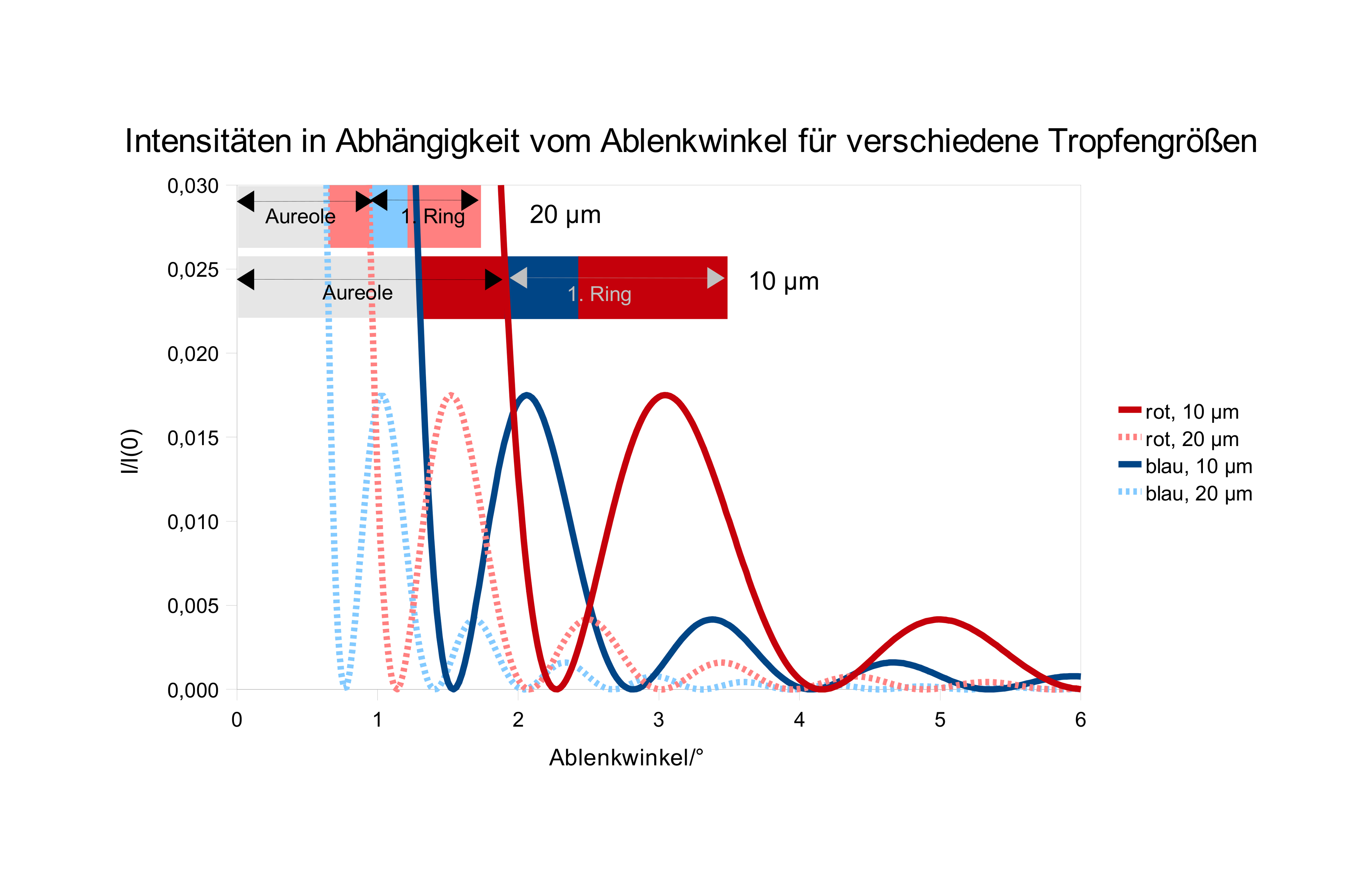
粒子径20μm（点線）と10μmにおける青・赤各色の強さ。小さいほうが視半径が大きくなる。

光冠（こうかん、英語: corona）とは、太陽や月に薄い雲がかかったときに、それらの周りに縁が色づいた青白い光の円盤が見える大気光学現象のことである。光環（こうかん）、日（月）光冠、日（月）光環とも表記され、コロナと呼ばれることもある。

## 原因と特徴
層状の雲をつくる水滴を通して光が回折することで起こる。水滴の粒子の大きさが均一に近いほど、色分かれがはっきりとして明るくなる。また粒子が小さいほど回折角が大きくなるため、光冠の直径は大きくなる。波長が長い光ほど回折角が大きくなるため、内側が紫、外側が赤の色の順序となる。水滴の直径が不揃いであると、それぞれの水滴による回折角の大きさが異なるため、色が混じり合って縁の色がはっきりしないオーレオール（後述）となる。
光冠の一番内側の太陽や月に接している部分は青白い円盤状の光芒であり、その縁は赤っぽい光の輪となっている。場合によってはその外側にさらに虹のように色づいた光の輪が内側が紫、外側が赤の色の順序で繰り返し取り巻いていることもある。光冠の一番内側の青白い部分、あるいは縁の色がはっきりしない光冠全体はオーレオール（aureole）と呼ばれる。一般的な光冠の全体の直径は1度 - 5度程度である。水滴のサイズが均一でないばらばらの時に、白やオレンジなどの単一色のオーレオールとなりやすい。
光冠は回折によって起こる現象であるため、水滴以外の微粒子が空中に浮遊している場合にも見られることがある。例えばスギ花粉が飛散している季節にはこれによる光冠がしばしば見られ花粉光環（花粉光冠）と呼ばれる。黄砂や風塵などの砂ぼこりは粒子径の幅が大きいため、光冠が見えるのは稀である。散乱が大きいため色が見えず、ただ白っぽく見えるだけのことが多い。また、大規模な火山の噴火が起こり大気の上層に微細な火山灰が吹き上げられた場合にもこれによる光冠が見られる。
雲を構成する水滴よりも直径の小さい火山灰が浮遊している場合、極稀に直径が10度以上にもなる巨大な光冠が見られることがある。これは特に、1883年のクラカタウの噴火の際にこの現象を発見したビショップ牧師（Rev. Sereno Edward Bishop 1827年 - 1909年）にちなんでビショップの環（わ） (Bishop's ring) と呼ばれる。同様の現象は核実験の際にも観測されたことがある。

## 暈との違い

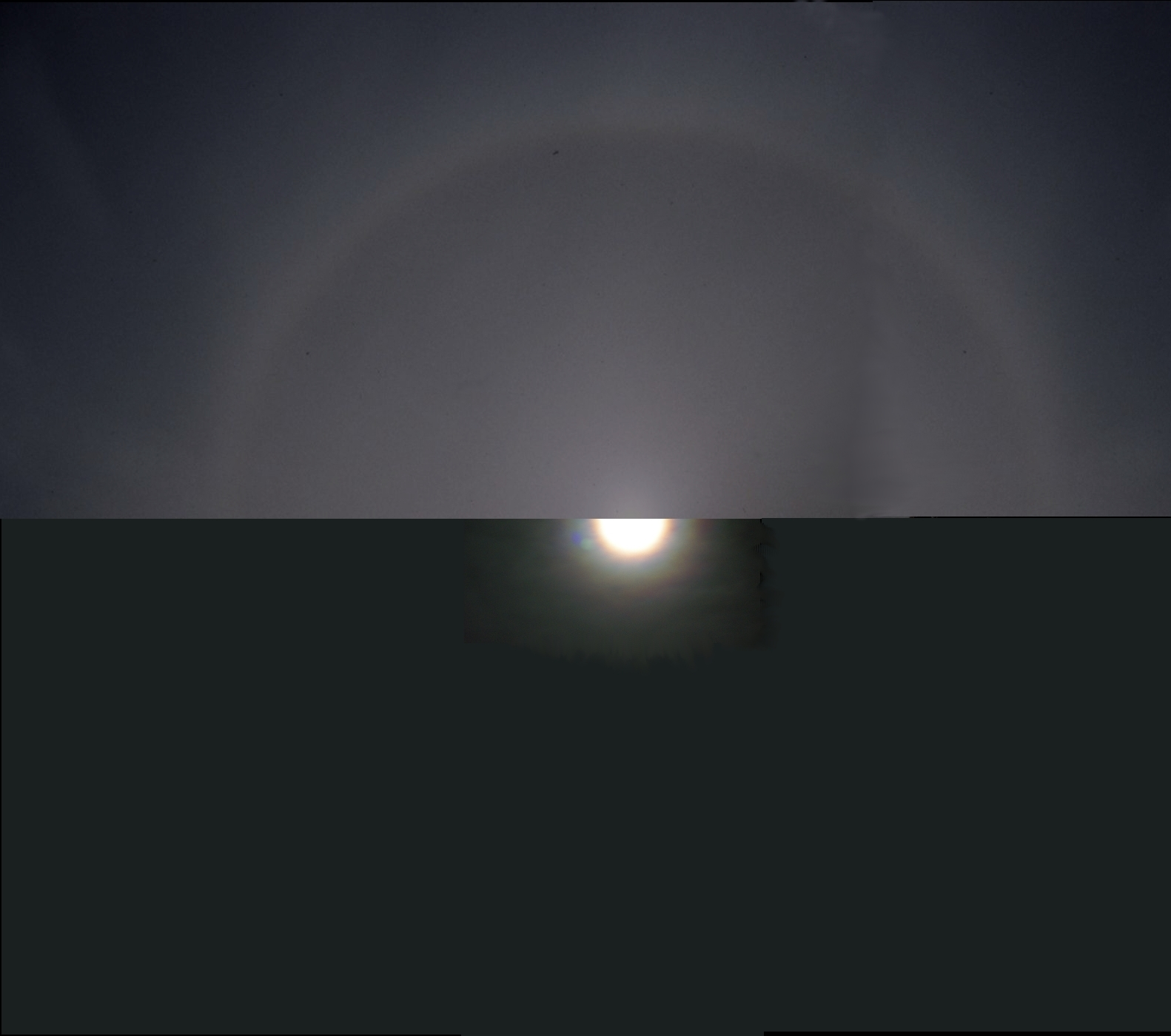
暈（上半分）と光冠（下半分）の大きさの比較

同じように太陽や月の周りに光の輪ができる現象に暈がある。しかし、光冠と暈はまったく異なる現象である。暈は太陽や月とは接触せず、かなり太陽から離れた位置に現れるのに対し、光冠は必ずオーレオールによって太陽と接触している。また暈の色は内側が赤、外側が紫の色の順序で、光冠とは逆になっている。
暈が雲を構成する氷晶内での光の屈折で起こるのに対して、光冠は太陽の光が雲を構成する水滴によって回折されることによって発生する。そのため、暈が氷晶からなる高度の高い巻層雲や高層雲が太陽や月にかかった時に見られるのに対し、光冠はそれよりも高度の低い水滴からなる中層の高層雲や高積雲がかかった時に見られる。また、層雲や薄い霧のときにも見られるが、色づくことは少ない。

## 光輪との違い
光輪（ブロッケン現象、グローリー）は、観測者を中心に、太陽とは正反対の方向（対日点）を中心にできる。光が対日点側の雲の水滴などで回折したあと、反射・屈折することで起きる。